# Separação por catação
A catação é o tipo de separação de misturas do tipo "sólido-sólido" , onde as substâncias são separadas manualmente, com uma pinça, colher, ou outros objetos auxiliadores. É utilizada na separação de grãos bons e ruins, no caso o feijão, e também na separação dos diferentes tipos de materiais que compõem o lixo: vidro, metais, borracha, papel, plásticos, etc., para serem destinados à reciclagem.